# Pochahuizco
Pochahuizco är en ort i Mexiko.   Den ligger i kommunen Zitlala och delstaten Guerrero, i den södra delen av landet, 200 km söder om huvudstaden Mexico City. Pochahuizco ligger 1 554 meter över havet och antalet invånare är 3 130.
Terrängen runt Pochahuizco är kuperad åt sydväst, men åt nordost är den bergig. Terrängen runt Pochahuizco sluttar österut. Runt Pochahuizco är det ganska glesbefolkat, med 40 invånare per kvadratkilometer. Närmaste större samhälle är Chilapa de Alvarez, 9,2 km sydost om Pochahuizco. I omgivningarna runt Pochahuizco växer huvudsakligen savannskog.